# Aszur-szarrat
Aszur-szarrat, Libbi-ali-szarrat lub Libbali-szarrat (akad. Aššur/Libbi-āli/Libbāli-šarrat, tłum. „Miasto Aszur jest królową”) – asyryjska królowa, żona Aszurbanipala (669-627? p.n.e.) i najprawdopodobniej matka Aszur-etil-ilani (630?-626 p.n.e.) i Sin-szar-iszkuna (626-612 p.n.e.). 

## Imię królowej
W transliteracji z pisma klinowego imię tej królowej zapisywane było fšà.uru-šar-rat. W języku sumeryjskim šà.uru znaczy „centrum miasta” i na język akadyjski może być tłumaczone jako libbi āli (też libbāli), przy czym należy zaznaczyć, że w Asyrii nazwą tą określano też czasem miasto Aszur. Tym samym w transkrypcji imię królowej zapisywane być może Aššur-šarrat, Libbāli-šarrat albo Libbi-āli-šarrat.

## Dokumenty i zabytki związane z królową
Znany jest list wysłany do niej przez Szeruę-eterat, córkę Asarhaddona i siostrę Aszurbanipala, z którego może wynikać, iż obie kobiety nie darzyły się sympatią. 
W centrum ceremonialnym w mieście Aszur odkryto jej stelę pośród stel poświęconych asyryjskim królom i najważniejszym dostojnikom państwowym. Poza Aszur-szarrat tego zaszczytu dostąpiły tylko dwie inne królowe: Naqi’a (żona Sennacheryba) i Sammu-ramat (żona Szamszi-Adada V). Stela Aszur-szarrat jest jedyną, na której poza inskrypcją umieszczony został również wizerunek królowej. Na przedstawieniu tym Aszur-szarrat siedzi na tronie, prawą rękę ma wzniesioną, a w lewej trzyma kwiat. Na głowie ma dość niezwykłą koronę przypominającą swym wyglądem ufortyfikowane mury. Korona ta zdaniem uczonych wskazywać miała na jej status jako głównej królowej (tj. matki następcy tronu). Bransoletki z ozdobami w kształcie rozet, podobne do tej noszonej na ręku przez królową, odkryto w tzw. grobowcach królowych w Kalchu.
Aszur-szarrat może też być kobietą ukazaną na reliefie z Niniwy przedstawiającym królewską parę odpoczywającą w ogrodzie.